# 蘇僕延
蘇僕延（？—207年），又作速仆丸，称峭王，東漢末年辽东属国乌桓（烏丸）族的酋長。

## 生平
汉灵帝初年，为辽东乌桓大人，拥众千余帐落，自称峭王。东汉末年，与辽西郡乌桓大人丘力居、上谷郡乌桓大人難樓、右北平郡乌桓大人烏延并称雄於幽州、并州之北。中平四年（187年），在东汉叛将张纯诱使下，随从攻略蓟中，次年侵扰青州、冀州，破清河、平原，杀略吏民。中平六年（189年），幽州牧刘虞遣使告以利害，购斩张纯，于是罢兵回军。丘力居去世後，丘力居的從子蹋頓有才局，右北平、辽东属国、上谷三郡都以蹋頓为主导。他们在汉末群雄争霸中，依靠袁绍。因为刘虞对乌桓比较温和，公孙瓒对乌桓比较残暴，刘虞为公孙瓒击杀后，汉献帝兴平二年（195年）率族众及鲜卑部众七于余骑，随鲜于辅南迎刘虞子刘和，与袁绍兵共十万，同破公孙珊于鲍丘。建安四年（199年），蘇僕延与蹋顿等帮助袁绍的大将麴義击灭公孙瓒。被袁绍以献帝名义封为单于。后与上谷乌桓大人难楼等共奉蹋頓为王。
南皮之战前，苏仆延有意发五千骑兵助袁绍子袁谭对抗曹操，曹操派使者牵招交涉，此时辽东太守公孙康亦派使者韩忠为使封其为单于。牵招向韩忠示威更差点将其当场斩杀，苏仆延最终听牵招所言遣散援军。
袁紹的儿子袁熙、袁尚被曹操击敗，投靠乌桓。建安十二年（207年），曹操親征烏桓，在柳城斩杀蹋頓。蘇僕延和袁熙、袁尚、烏延、丘力居的儿子樓班都投靠了辽东郡太守公孙康。公孙康将他们全部杀死，首级献给曹操。